# 이윤우 (배우)
이윤우(1996년 7월 12일 ~)는 대한민국의 배우, 가수, 킥복서로, 미드나잇의 전 멤버다.

## 방송
- 오 이 맛이야! 셰프 앤 테이스트 (2016) - 남성렬 셰프 편
- 판타스틱 듀오 2 (2017) - 부활 편 Top3
- 수요일 3시 30분 (2017) - 단역
- 캐스팅 콜 (2018) - Top40
- 히든싱어 6 (2020) - 백지영 편 6위

## 영화
- 회초리 (2010) - 학동 역
- 두근두근 내 인생 (2014) - 불량녀 역
- 어디야 (2016) - 유진 역
- 어항 앞에서 만나 (2016) - 윤지 역
- 로마의 휴일 (2017) - 무희2 역
- 독고다이 (2019) - 김수아 역
- 언더 유어 베드 (2024) - 예은 역 (주인공)

## 음반

### 미드나잇
- MIDNIGHT - 알고리즘 (Feat. 슬리피) (2019)